# Valeri Tchkalov

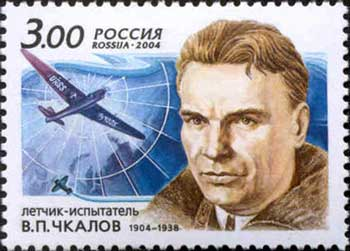
Timbre postal, 2004

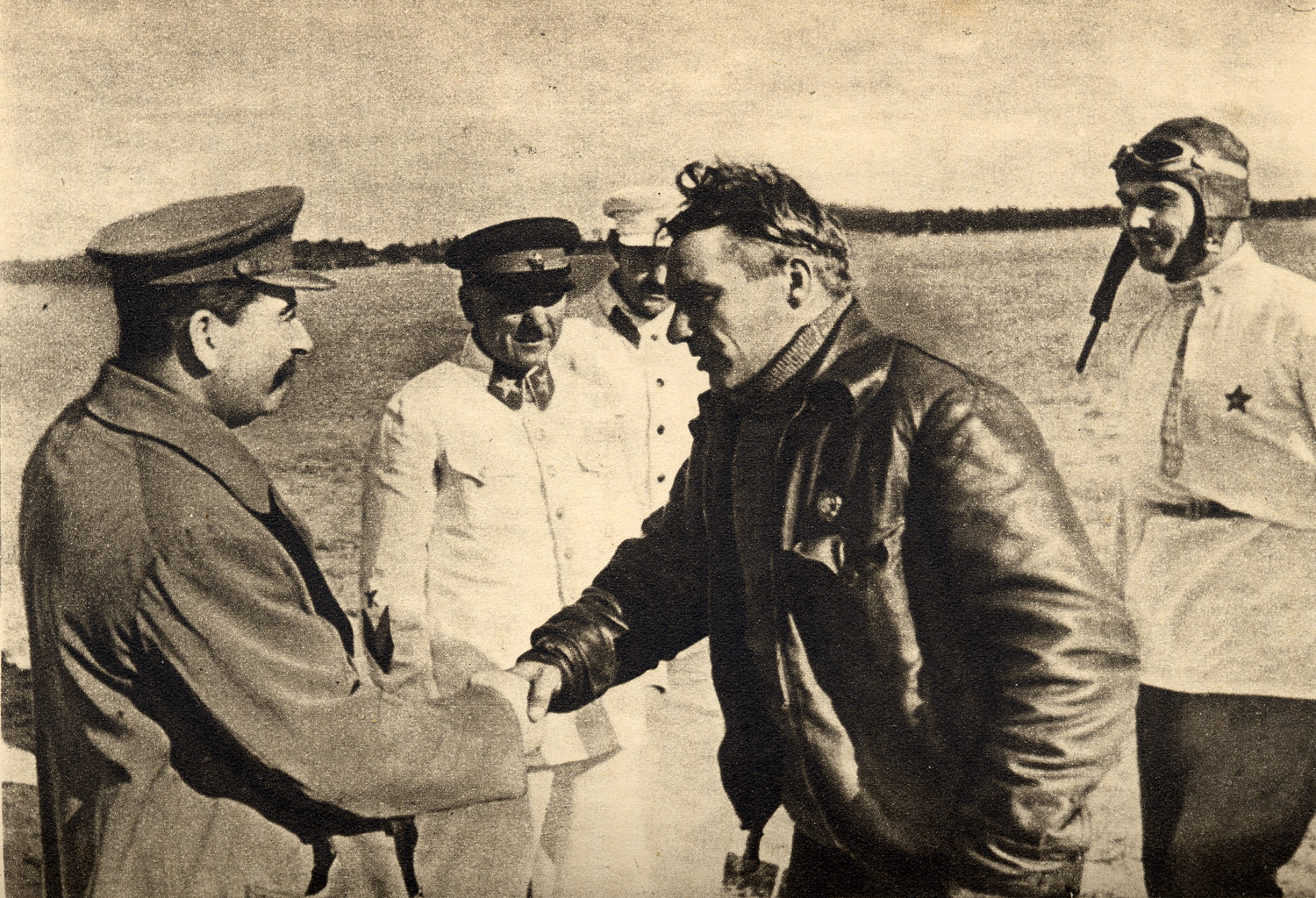
Tchkalov rencontre Staline le 10 août 1936.

Valeri Pavlovitch Tchkalov (en russe : Валерий Павлович Чкалов), est un aviateur soviétique, né le 2 février 1904 à Vassiliovo, dans le gouvernement de Nijni Novgorod (Empire russe) et mort accidentellement le 15 décembre 1938 à Moscou (Union soviétique). Après avoir réalisé un vol sans escale au-dessus du pôle Nord, il fut distingué par le titre de Héros de l'Union soviétique.

## Biographie
Après avoir reçu une formation dans plusieurs écoles de pilotage, Tchkalov devint en 1930 pilote d'essai à l'Institut de recherche scientifique des forces aériennes et à partir de 1933 dans une usine aéronautique de Moscou. Dès 1931, il fit avec d'autres pilotes des essais de « décollage » à partir d'avions porte-avions. Ceci consistait à fixer sur la voilure d'un bombardier lourd (TB-1) des chasseurs (I-4) largués ensuite en vol (avion gigogne).
Tchkalov se distingua comme un excellent pilote de voltige aérienne. Il testa environ 70 modèles d'avions différents, coopérant étroitement au niveau de leur conception et de leur production.
Du 20 au 22 juillet 1936, il accomplit avec Gueorgui Baïdoukov (en) et Alexandre Beliakov (en) un vol sans escale Moscou-Petropavlosk (presqu'île de Kamtchatka) à bord d'un ANT-25, franchissant une distance de 9 374 km en 56 h 20 min. Au cours du vol de retour, ils franchirent 7 670 km en 48 h 25 min. Les aviateurs furent décorés le 24 juillet 1936 de la médaille de Héros de l'Union soviétique. Le même équipage réalisa entre le 18 et le 20 juin 1937 un vol sans escale de Moscou à Vancouver près de Portland aux États-Unis d'Amérique en passant au-dessus du pôle Nord, franchissant une distance de 12 000 km (8 000 km en ligne droite) dans des conditions météo épouvantables en 65 h 25 min, établissant ainsi un nouveau record de vol longue distance sans escale.
Tchkalov trouva la mort le 15 décembre 1938 au cours des essais en vol d'un nouveau type de chasseur, le Polikarpov I-180 (en). Selon Gueorgui Baïdoukov, le bureau d'études Polikarpov avait délibérément fourni un avion non conforme pour les tests afin de respecter les délais imposés. Par ailleurs, des membres de la famille affirment que l'avion avait été saboté sur ordre de Staline, car Tchkalov avait ouvertement pris la défense des victimes des Grandes Purges.
Valeri Tchkalov est inhumé dans la nécropole du mur du Kremlin.

## Décorations
- Héros de l'Union soviétique le 24 juillet 1936 (médaille no 11)
- Deux fois l'ordre de Lénine : le 5 mai 1935 et le 24 juillet 1937
- Ordre du Drapeau rouge le 8 septembre 1937
- Médaille du XXe anniversaire de l'Armée rouge des ouvriers et des paysans

## Honneurs posthumes
Le nom de Tchkalov a été donné à :
- Sa ville natale, Tchkalovsk (oblast de Nijni Novgorod)
- La ville d'Orenbourg s'appela Tchkalov de 1938 à 1957
- Des rues dans plusieurs villes de Russie ainsi qu'à Vancouver (États-Unis)
- Des stations de métro à Moscou, Saint-Pétersbourg et Nijni Novgorod portent le nom Tchkalovskaïa. Une station du métro de Tachkent porte son nom jusqu'en 2012 Tchkalov (Chkalov en ouzbek).
- Une usine d'aviation à Tachkent (Ouzbékistan).
- Le grand escalier descendant du kremlin de Nijni Novgorod à la Volga[5]
- Une base aérienne proche de la Cité des Étoiles
- L'astéroïde (2692) Tchkalov porte son nom.